# Warcraft
Warcraft este o franciză de jocuri video, publicații și alte formate media creată Blizzard Entertainment. Din seria de jocuri fac parte: Warcraft: Orcs & Humans, Warcraft II: Tides of Darkness, Warcraft III: Reign of Chaos, World of Warcraft și Hearthstone: Heroes of Warcraft, precum și pachetele lor de expansiune. Primele trei jocuri sunt RTS, iar al patrulea este un MMORPG. Acțiunea are loc în Azeroth, facțiunile principale fiind Alianța, reprezentată de oamenii care locuiau în  Eastern Kingdoms, și hoardele de invadatori care au ajuns în Azeroth printr-un portal. Azerothul mai este populat și de alte personaje fantastice precum elfi, pitici, gnomi, orci și troli. O adaptare cinematografică este planificată pentru anul 2016. Din serie mai fac parte mai multe cărți, reviste și benzi desenate.
| 1994– |  | – Warcraft: Orcs & Humans                   |
| 1995– |  | – Warcraft II: Tides of Darkness            |
| 1996– |  | – Warcraft II: Beyond the Dark Portal       |
| 1997– |  |                                             |
| 1998– |  |                                             |
| 1999– |  | – Warcraft II: Battle.net Edition           |
| 2000– |  |                                             |
| 2001– |  |                                             |
| 2002– |  | – Warcraft III: Reign of Chaos              |
| 2003– |  | – Warcraft III: The Frozen Throne           |
| 2004– |  | – World of Warcraft                         |
| 2005– |  |                                             |
| 2006– |  |                                             |
| 2007– |  | – World of Warcraft: The Burning Crusade    |
| 2008– |  | – World of Warcraft: Wrath of the Lich King |
| 2009– |  |                                             |
| 2010– |  | – World of Warcraft: Cataclysm              |
| 2011– |  |                                             |
| 2012– |  | – World of Warcraft: Mists of Pandaria      |
| 2013– |  |                                             |
| 2014– |  | – Hearthstone: Heroes of Warcraft           |
| 2014– |  | – World of Warcraft: Warlords of Draenor    |

## Legături externe
- Site oficial
- Warcraft la Wowpedia, un site wiki pentru seria Warcraft
- Warcraft pe Curlie